# ناتالی بنت
ناتالی لوئیس بنت (متولد ۱۰ فوریه ۱۹۶۶) یک سیاستمدار و روزنامه‌نگار است که از سپتامبر ۲۰۱۲ رهبر حزب سبز انگلستان و ولز  بود..

## فعالیت‌های سیاسی

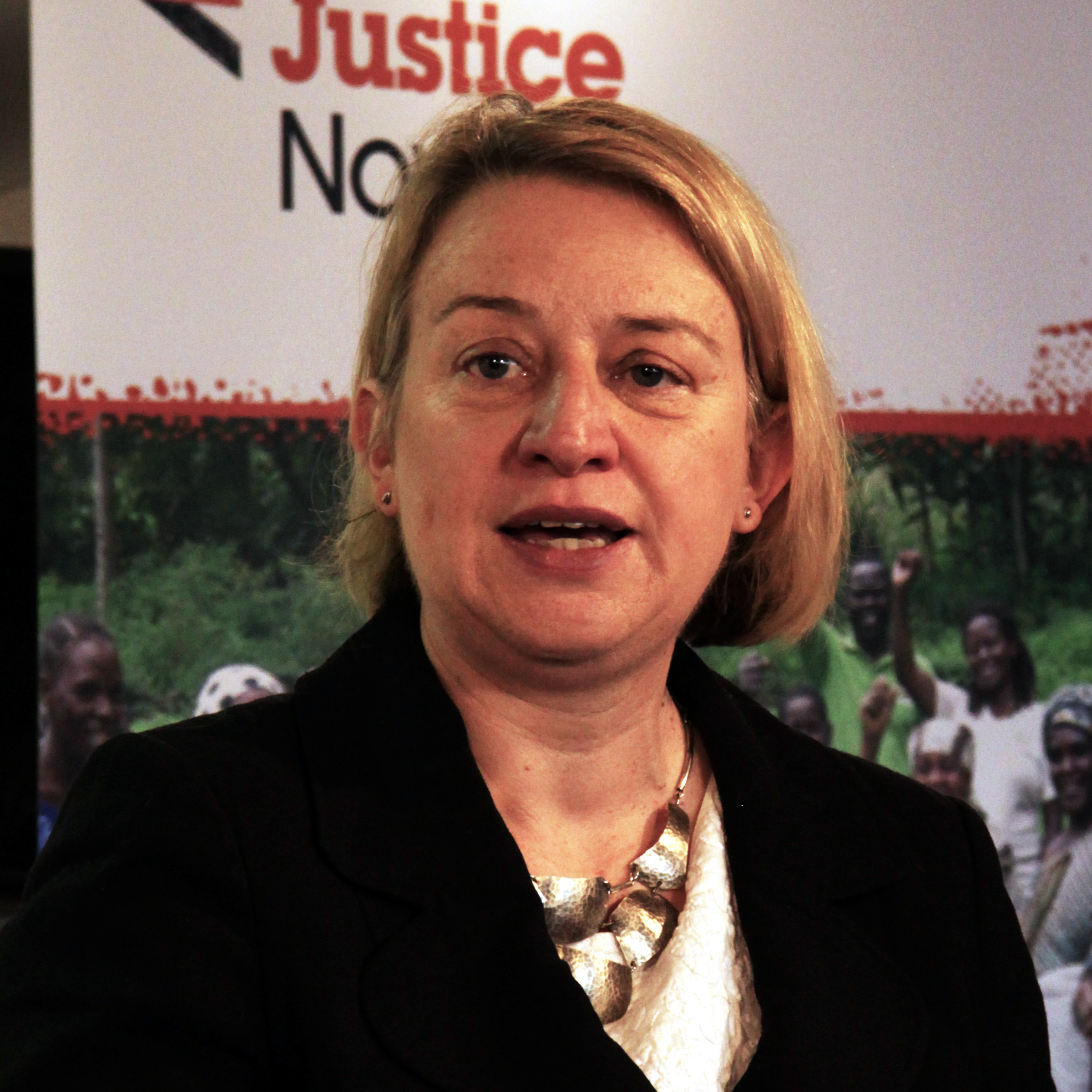
بنت در «نگاهی به پشت جهان ما! - عدالت جهانی در حال حاضر».

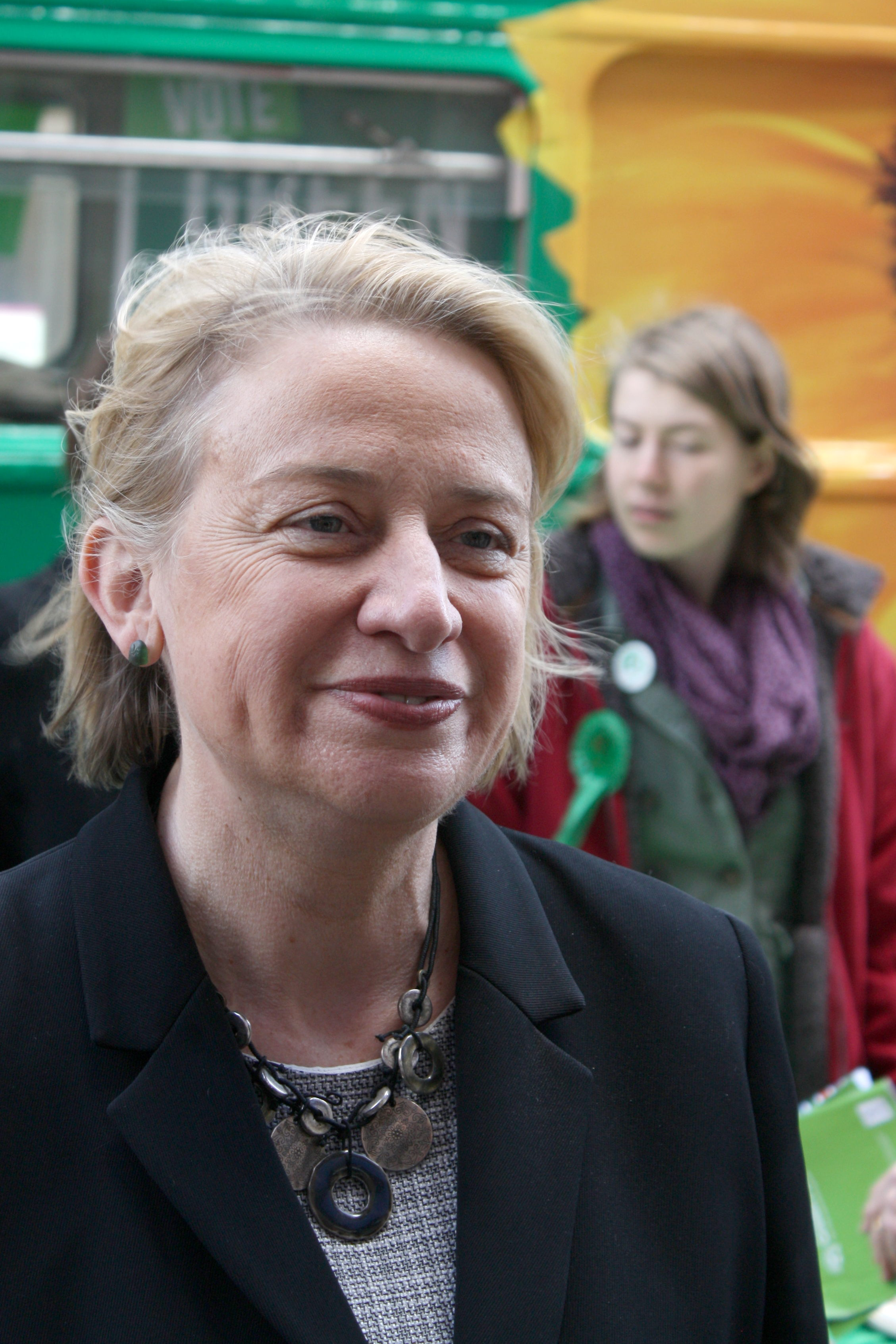
ناتالی بنت مبارزه در کمبریج در انتخابات عمومی ۲۰۱۵.